# Polinyà
Polinyà – gmina w Hiszpanii, w prowincji Barcelona, w Katalonii, o powierzchni 8,81 km². W 2011 roku gmina liczyła 8106 mieszkańców.